# I miss you -refrain-
「I miss you -refrain-」（アイミスユーリフレイン）は、清水翔太の18枚目のシングル。
2015年1月25日にソニーミュージックレコーズから発売された。

## 概要
SPICY CHOCOLATEの『渋谷純愛物語』に収録されている楽曲「I miss you feat. 清水翔太」を清水翔太がカバーした。
PVには小島藤子が清水翔太の元恋人役で出演している。

## 収録曲
（全作詞・作曲・編曲：清水翔太）
1. I miss you-refrain-
2. life
3. SNOW SMILE (REMIX) [5:06]
4. I miss you-refrain-（Instrumental）